# NGC 5990
NGC 5990 ist eine aktive, spiralförmige Infrarotgalaxie vom Hubble-Typ Sa im Sternbild Schlange am Nordsternhimmel. Sie ist schätzungsweise 174 Millionen Lichtjahre von der Milchstraße entfernt und hat einen Durchmesser von etwa 80.000 Lichtjahren.
Das Objekt wurde am 5. Mai 1785 von Wilhelm Herschel mit einem 18,7-Zoll-Spiegelteleskop entdeckt, der sie dabei mit „F, cS, iR, stellar“ beschrieb.